# Croácia nos Jogos Olímpicos de Verão de 2000
A Croácia participou dos Jogos Olímpicos de Verão de 2000 em Sydney, Austrália.